# Récepteur métabotrope
Les récepteurs métabotropes sont des protéines membranaires qui en réponse à la fixation d'un ligand changent leur conformation et activent une cascade d'événements intracellulaires. Les récepteurs de neurotransmetteurs peuvent être distingués en deux catégories: ionotropes et métabotropes. Tous deux mettent en jeu l'ouverture de canaux ioniques sous l'action d'un neurotransmetteur, c'est-à-dire la conversion d'un signal chimique pré-synaptique (neurotransmetteur) en signal électrique post-synaptique (grâce à un flux d'ions). Contrairement aux récepteurs ionotropes, les récepteurs métabotropes ne contiennent pas de canaux ioniques, mais entraînent l'ouverture de ces canaux situés à la membrane de la cellule par une cascade transductionnelle.
En général, les récepteurs métabotropes sont couplés à des molécules associées à la membrane appelées protéines G trimériques. L'activation du récepteur entraîne la dissociation de la protéine G qui va alors interagir directement avec un canal ionique ou bien déclencher une cascade de signalisation intracellulaire impliquant différentes protéines effectrices.
Longtemps considérés comme spécifiques des animaux, ces récepteurs ont également été identifiés chez les plantes.

## Structure
Ces protéines sont composées d'une chaîne à sept domaines transmembranaires. L'extrémité aminoterminale est extracellulaire et constitue avec les boucles extracellulaires le domaine de liaison au ligand. L'extrémité carboxyterminale est cytosolique et est souvent impliquée dans la régulation du trafic, au gré des modifications post-traductionnelles : palmitylation, phosphorylation, etc.
Certains de ces récepteurs, sinon tous, sont présents sous forme d'homo-oligomères ou d'hétéro-oligomères avec d'autres récepteurs métabotropes.

## Classification et exemples
On connaît de nombreuses familles de récepteurs métabotropes. Elles sont classées en fonction du ligand qui active le récepteur mais aussi en fonction de la taille du domaine extracellulaire. On distingue entre autres :
- des récepteurs métabotropes au glutamate ;
- des récepteurs métabotropes les récepteurs muscariniques ;
- des récepteurs métabotropes à la noradrénaline ;
- des récepteurs métabotropes à la sérotonine ;
- des récepteurs métabotropes à l'acide γ-aminobutyrique (les récepteurs GABAB).